# Shjara
El monte Shjara (Shkhara en transcripción al inglés), de 5193 m de altitud, es el tercer pico más alto de las montañas del Cáucaso y el punto más alto de Georgia. Se encuentra en la región de Svanetia a lo largo de la frontera con Rusia, a 88 km al norte de la ciudad de Kutaisi, la segunda ciudad de Georgia. La cumbre se encuentra en la parte central de la cadena del Gran Cáucaso, al sureste del monte Elbrús.
Fue escalado por primera vez en 1888 por la vía del nordeste por el equipo suizo-británico de U. Almer, J. Cockin y C. Roth.